# Plaza del Negrito
La plaza del Negrito es una plaza pública situada en Valencia, a espaldas de la sede de la Generalitat Valenciana y de camino a la Lonja de la Seda. Debe su nombre a la escultura de un niño negro que se alza desnudo sobre la taza de la fuente que se ubica en medio de la plaza 

## Historia
Antes de recibir su nombre actual la zona se llamaba Plaza de Calatrava debido a una donación del Rey Jaume I después de la reconquista de Valencia, en favor de la Orden de Calatrava. En 1508, a raíz de un incendio de dos casas de la zona, el Consell de la Ciutat ordenó que las derribaran para hacer allí una plaza que recibió el nombre de Calatrava.
En la primera mitad del siglo XIX uno de los grandes problemas de la ciudad era que no tenía agua potable. Sin embargo en 1844, Mariano Liñán, un catedrático de Lengua Árabe de la Universidad de Valencia, diputado a Cortes y obispo de Teruel, dejó en su testamento 50.000 duros de plata para las obras de traída de agua potable a la ciudad. En 1845, se decidió tomar las aguas del río Turia que llegadas a Mislata se redistribuyeron a partir del Depósito General, hoy Museo de Historia de Valencia, y entró por las tuberías de las calles Quart y Caballeros. En 1850, las aguas potables entraron en Valencia y se crearon fuentes públicas en distintas zonas de la ciudad, siendo la primera en ser inaugurada la de la Plaza del Negrito.
La fuente es de hierro fundido y la corona un niño negro que debe su color a  los metales utilizados, una obra realizada por el escultor Luis Roig d'Alós en 1940.
La plaza mantuvo su nombre original, la Plaza de Calatrava a pesar de que ya se la conocía como la Plaza del Negrito. En 1940 el Ayuntamiento de Valencia lo cambió por la Plaza del Negrito.